# Raión de Bialynichy
Bialýnichy (en bielorruso: Бялы́ніцкі раё́н) es un raión o distrito de Bielorrusia, en la provincia (óblast) de Maguilov. 
Comprende una superficie de 1 420 km².

## Demografía
El distrito de Byalýnichy (bielorruso: Бялы́ніцкі раё́н, ruso: Белыничский район, raión de Belýnichski) es un raión (distrito) en la región de Maguilov, Bielorrusia, el centro administrativo es el asentamiento de tipo urbano de Byalýnichy.